# 海南杯冠藤
海南杯冠藤（学名：Cynanchum insulanum），又名线叶杯冠藤，为夹竹桃科鹅绒藤属的植物。分布于中国大陆的广东、广西等地，生长于海拔50米的地区，常生长在海边砂地以及平原疏林中，目前尚未由人工引种栽培。